# Estela funerària de Dexíleos
L'Estela funerària de Dexíleos és a la tomba d'un soldat de cavalleria atenesa anomenat Dexíleos (grec antic: Δεξίλεως) que va morir en la Guerra de Corint contra Esparta del 394 abans de la nostra era. L'estela s'atribueix a l'escultor Dexíleos. Pot datar-se del 394 ae per la inscripció de la part inferior, amb les dates de naixement i mort de Dexíleos. L'estela és feta d'una costosa varietat de marbre pentèlic i fa 1,86 m d'alçada. Inclou una escultura en relleu que representa una escena de batalla amb una inscripció a sota. L'estela es va trobar al 1863 en la parcel·la familiar de Dexíleos, al cementeri del Ceràmic d'Atenes. La traslladaren durant la Segona Guerra Mundial, i ara s'exposa al Museu Arqueològic del Ceràmic.

## Descripció
L'estela és tallada en relleu i representa un soldat de cavalleria, Dexíleos, muntat a cavall, carregant contra un enemic espartà, probablement en la batalla de Nèmea del 394 ae, durant la Guerra de Corint. A Dexíleos se li veu jove, sense barba. Duu un quitó, clàmide, pètasos, i crèpides als peus. Els vestits s'enlairen, mentre el seu cavall s'encabrita cap amunt. Dexíleos alça un braç per a sostenir una llança, que s'ha perdut de l'escultura per ser un accessori d'un altre material. El tors se li torça cap endavant en posició frontal, mentre que té el cap està en posició de tres quarts, inclinat amb la mirada cap avall, cap a l'enemic. Hi manquen la llança, les regnes i el pètasos, un barret d'ala ampla que solien portar els efebs atenencs. Sota el cavall hi ha l'enemic de Dexíleos, que ha caigut en combat i es protegeix del cavall amb un braç cobrint-se el cap. L'enemic grec apareix en posició frontal amb el cap aixecat cap a Dexíleos, i també és completament nu, la qual cosa en representa la vulnerabilitat i la seua vàlua com a oponent.
| « | Dexíleos, fill de Lisànias de Tòric. Nasqué durant l'arcontat de Tisandre (és a dir, l'any 414/3 ae); i en va morir durant el d'Eubulides (és a dir, l'any 394/3 ae), a Corint, un dels cinc soldats de cavalleria. | » |

Això no sols dona una data exacta de la vida de Dexíleos, sinó que també informa de la seua mort en una batalla a Corint. Tota l'escena en relleu és vorejada per dalt per un frontó adornat amb acroteri, i això li dona un aspecte religiós amb referència a un naiskos, un petit temple de l'ordre clàssic.(2)

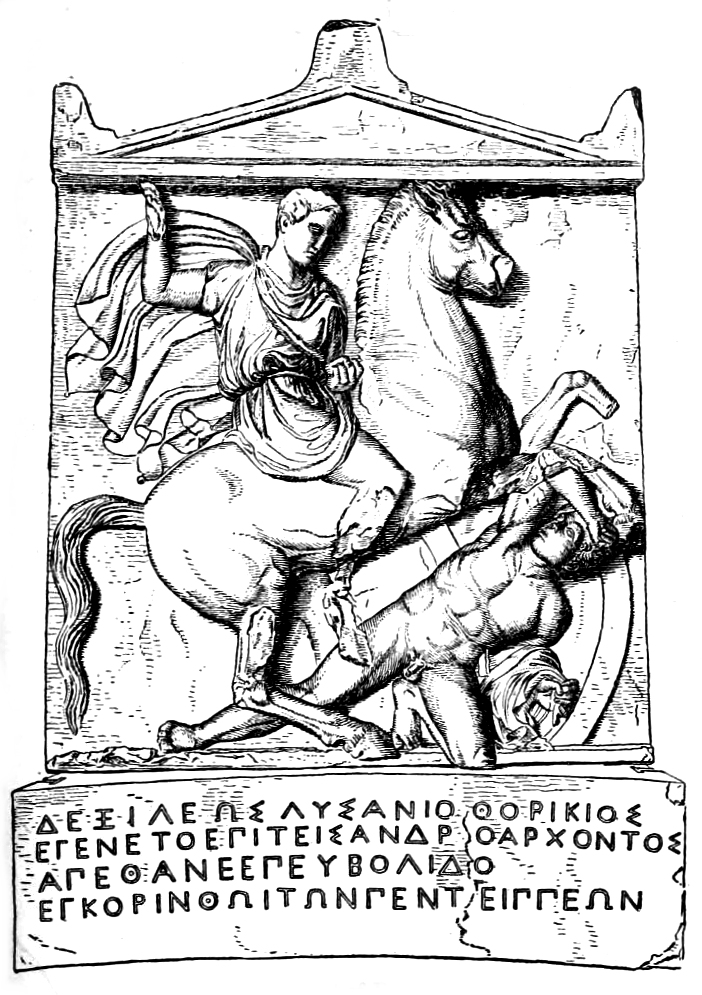
Estela de Dexíleos amb inscripció (dibuix)

## Context
L'Estela de Dexíleos reflecteix Atenes durant una època de desordre. Després de la derrota atenesa en la Guerra del Peloponnés del 404 abans de la nostra era, la democràcia atenesa es restaurà en el 403 ae després del derrocament dels Trenta Tirans. Atenes també s'enfrontava en aquest moment a una guerra amb Esparta, la Guerra de Corint. Dexíleos era un jove soldat de cavalleria que va morir a l'edat de vint anys, i això es pot veure en la inscripció que revela la seua esperança de vida. Dexíleos hauria estat un efeb, passant pel ritu de pas per a convertir-se en un ciutadà de ple dret i democràtic, com altres atenencs. Aquest procés incloïa el servei militar durant tres anys.
L'estela comparteix característiques de dues ideologies diferents de l'època clàssica en relació amb la mort en la batalla; una n'és una representació molt individualista que glorifica el difunt i l'altra n'és la inclusió de l'aristocràcia en la democràcia atenenca i la representació de la mort com un sacrifici per l'estat. Malgrat que aquest monument representa el ric Dexíleos triomfant, omplint d'orgull la seua família, també mostra com forma part de la comunitat atenenca, sacrificant la seua vida pel seu poble.

## Ubicació

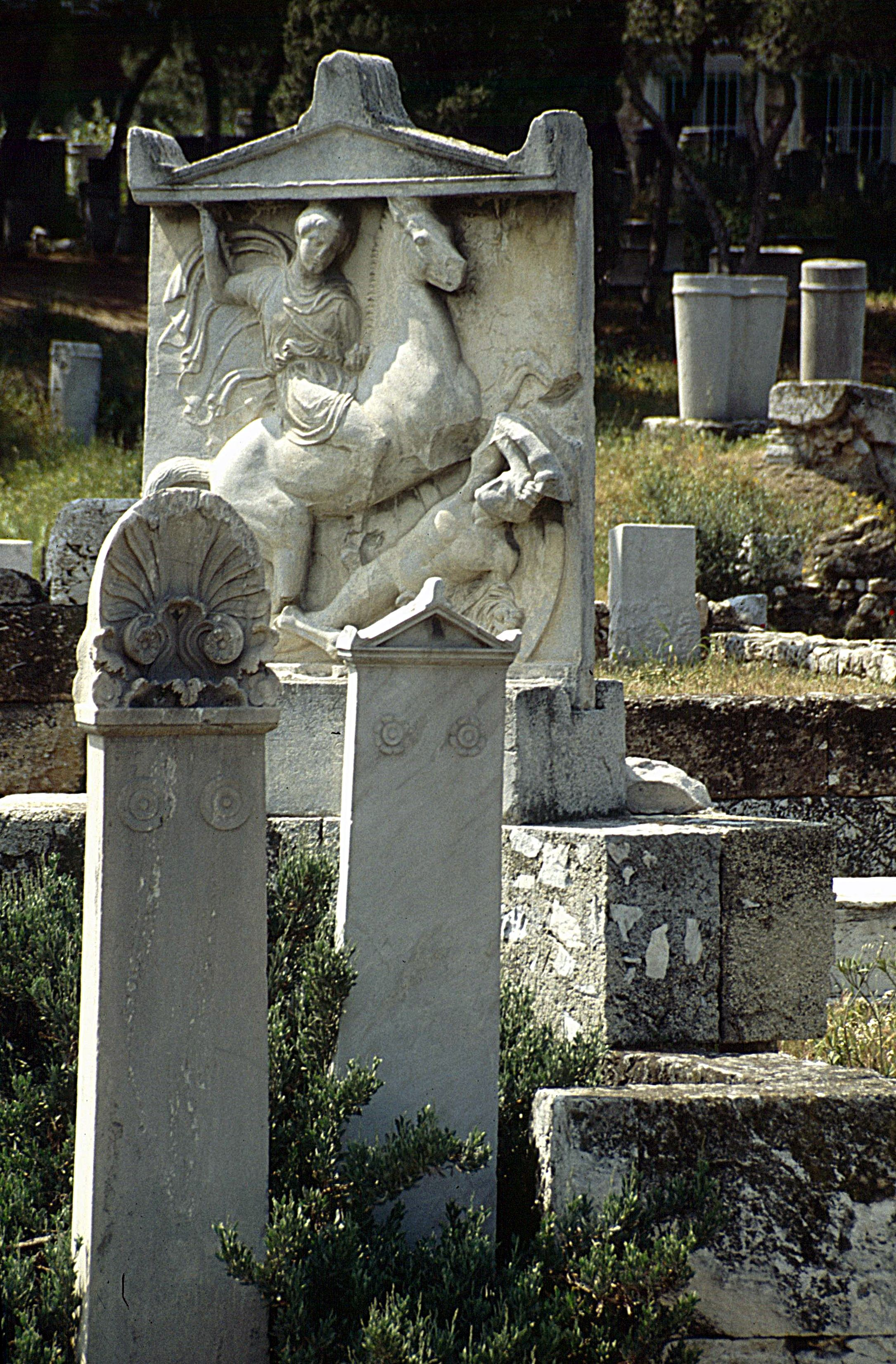
Còpia de l'estela al cementeri de Dípilon; l'original n'és al Museu Arqueològic del Ceràmic

L'Estela de Dexíleos és un dels tres monuments del cementeri de Dípilon que honoren els guerrers atenesos. Un altre monument, el Poliandró, honora tots els soldats que van morir per la ciutat en un any determinat, inclòs Dexíleos. Totes les despulles d'aquests soldats, tant els de l'elit de la cavalleria com els dels soldats rasos menys rics, es barrejaven, es cremaven i es dipositaven en la Demosion Sema per a ser soterrats. Aquest ritual igualava tots els atenencs després de la mort per a crear una democràcia completa. L'altre monument honorava tots els soldats de cavalleria caiguts, enumerant onze, inclòs Dexíleos, en total. Aquest monument preservava els sacrificis d'aquests soldats de cavalleria per la democràcia.(2)

## Corona funerària

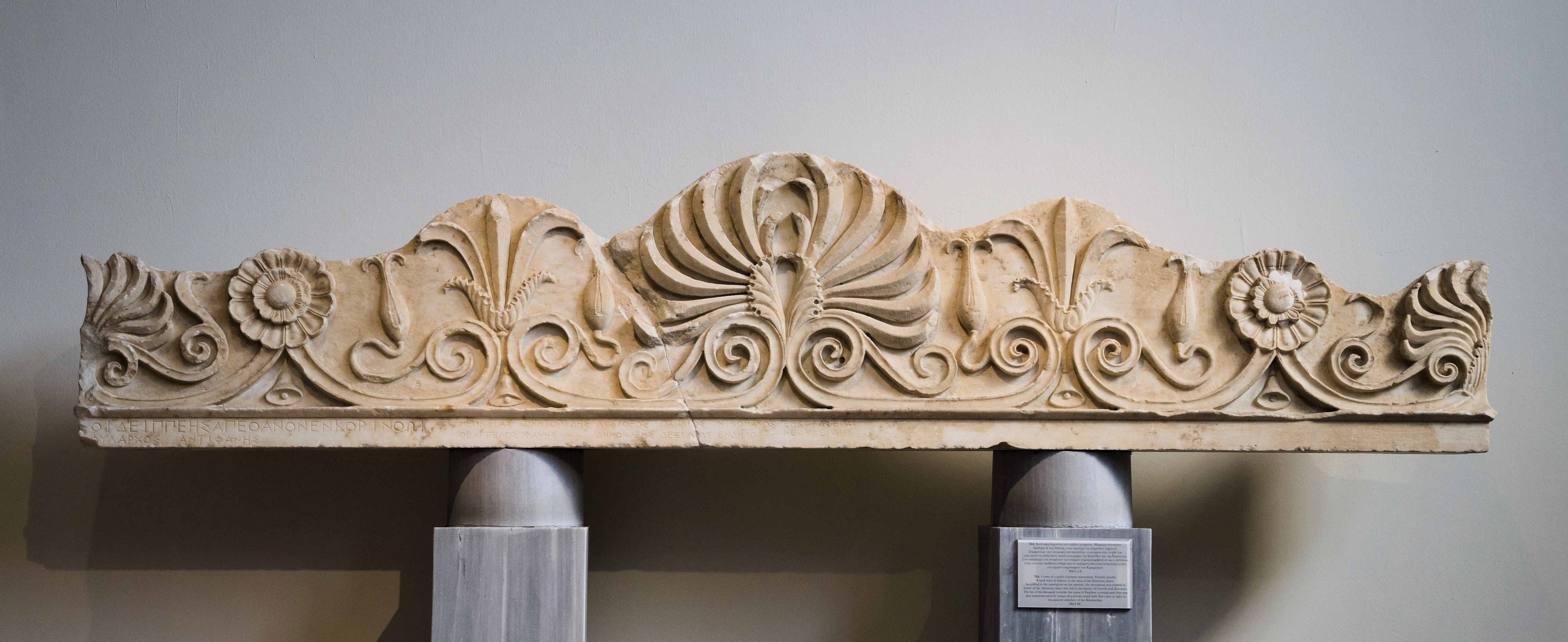
Corona funerària amb el nom de Dexíleos en la base. 394/3 a. C. Museu Arqueològic Nacional d'Atenes, núm. 754

Es va descobrir un altre monument dedicat a cinc soldats de cavalleria atenencs, entre aquests Dexíleos. Només se'n conserva la corona del monument funerari públic, a hores d'ara al Museu Arqueològic Nacional d'Atenes. El monument és de marbre pentèlic i es va trobar a l'oest d'Atenes, a la zona de la Demosion Sema. Segons la inscripció de l'arquitrau, el monument s'alçà en honor dels genets atenesos caiguts en les batalles de Corint i Coronea l'any 394 ae. La llista dels caiguts enclou el nom de Dexíleos.

## Descobriment
L'estela, la va descobrir l'arqueòleg, marxant d'art i traficant d'antiguitats atenés Athanasios Rhousopoulos, en la primavera del 1863. L'excavació de Rhousopoulos va seguir el descobriment anterior, l'1 de gener del 1862, del naiskos funerari d'Aristonautas. Amb la següent excavació del recinte funerari d'Agató, el descobriment de l'Estela de Dexíleos va confirmar la ubicació del cementeri del Ceràmic, oblidat des de l'antiguitat.